# Campeonatos estatales de fútbol de Brasil

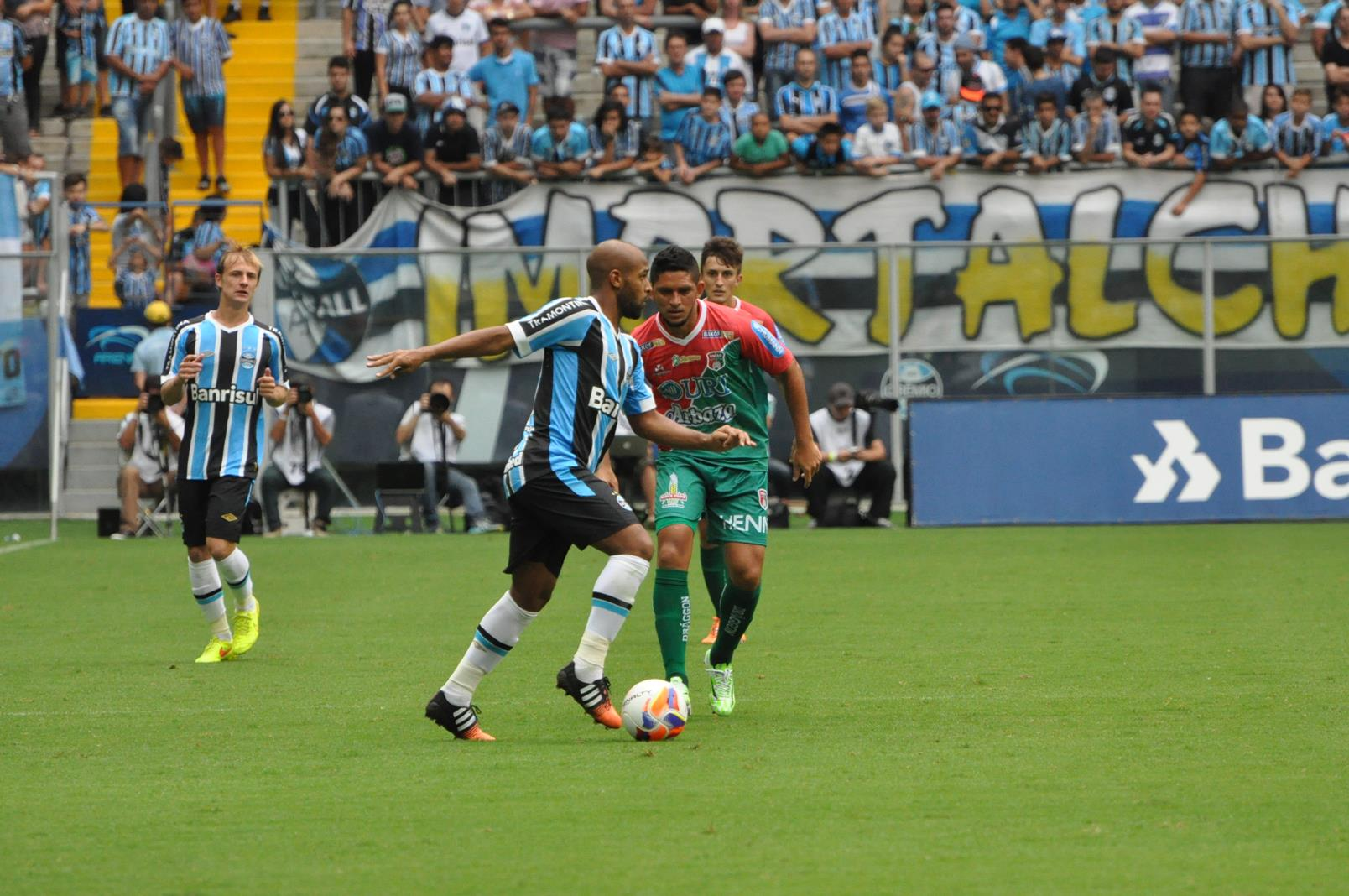
Grêmio vs. União Frederiquense para el Campeonato Gaúcho, el campeonato estatal do Río Grande del Sur

Los campeonatos estatales de fútbol son competiciones de fútbol que se llevan a cabo en todos los estados de Brasil.
Históricamente, debido a cuestiones económicas o geográficas, las distancias entre las ciudades más importantes del país hicieron que los brasileños, mediante su pasión por el fútbol, desarrollaran una cultura fuertemente competitiva dentro de los estados. Como consecuencia, cada estado brasileño tiene su propio campeonato. Hoy, estas competiciones se desarrollan durante tres o cuatro meses.

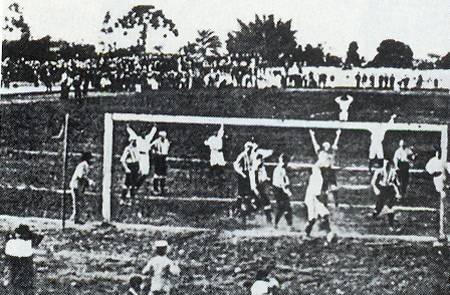
São Paulo Athletic Club y Club Athletico Paulistano en la final del Campeonato Paulista de 1902

Debido a estas competiciones, algunos partidos entre clubes rivales del mismo estado o ciudad tienen una similar o mayor importancia que partidos entre dos clubes importantes de diferentes estados. Estos partidos locales son llamados clássicos (clásicos). Algunos ejemplos son Flamengo-Fluminense (Fla-Flu), en Río de Janeiro, Corinthians-Palmeiras (Derby) en São Paulo, Mineiro-Cruzeiro en Minas Gerais, Gremio-Internacional (Gre-Nal) en Rio Grande do Sul, Paranaense-Coritiba (Atle-Tiba), en Paraná, Recife-Santa Cruz en Pernambuco, Ceará-Fortaleza en Ceará, ABC-América en Rio Grande do Norte, Guarani-Ponte Preta conocido como el "Derby" en Campinas, mayor ciudad del interior de São Paulo, Botafogo-Comercial "Come-Fogo" en Ribeirão Preto, Paysandu-Remo en Pará, Bahia-Vitória en Bahía, Avaí-Figueirense en Santa Catarina y otros.
Los campeones estatales y, en algunos casos, los subcampeones, clasifican automáticamente a la Copa de Brasil del año siguiente. Los campeonatos estatales también otorgan plazas para las copas regionales, que actualmente son la Copa do Nordeste y la Copa Verde

### Cronología
Esta es una tabla clasificatoria cronológica que muestra los campeonatos estaduales más antiguos de Brasil de los 27 estados de la federación. 
|      |                              |      |           |              | N.º actual de equipos | N.º actual de equipos | N.º actual de equipos | N.º actual de equipos | N.º actual de equipos |                                   |
| #    | Campeonato                   | Año  | Ediciones | Interrumpido | 1.ª                   | 2.ª                   | 3.ª                   | 4.ª                   | 5.ª                   | Temporada Actual                  |
| ---- | ---------------------------- | ---- | --------- | ------------ | --------------------- | --------------------- | --------------------- | --------------------- | --------------------- | --------------------------------- |
| 1.º  | Campeonato Paulista          | 1902 | 122       | Nunca        | 16                    | 16                    | 16                    | 36                    | —                     | Campeonato Paulista 2025          |
| 2.º  | Campeonato Baiano            | 1905 | 119       | Nunca        | 10                    | 12                    | —                     | —                     | —                     | Campeonato Baiano 2025            |
| 3.º  | Campeonato Carioca           | 1906 | 118       | Nunca        | 12                    | 12                    | 12                    | 12                    | 13                    | Campeonato Carioca 2025           |
| 4.º  | Campeonato Paraibano         | 1908 | 113       | Sí           | 10                    | 10                    | —                     | —                     | —                     | Campeonato Paraibano 2025         |
| 5.º  | Campeonato Paraense          | 1908 | 106       | Sí           | 12                    | 24                    | —                     | —                     | —                     | Campeonato Paraense 2025          |
| 6.º  | Campeonato Amazonense        | 1914 | 102       | Sí           | 10                    | 11                    | —                     | —                     | —                     | Campeonato Amazonense 2025        |
| 7.º  | Campeonato Paranaense        | 1915 | 109       | Nunca        | 12                    | 10                    | 13                    | —                     | —                     | Campeonato Paranaense 2025        |
| 8.º  | Campeonato Mineiro           | 1915 | 109       | Nunca        | 12                    | 12                    | 24                    | —                     | —                     | Campeonato Mineiro 2025           |
| 9.º  | Campeonato Pernambucano      | 1915 | 109       | Nunca        | 13                    | 22                    | —                     | —                     | —                     | Campeonato Pernambucano 2025      |
| —    | Campeonato Fluminense        | 1915 | 60        | Sí           | —                     | —                     | —                     | —                     | —                     |                                   |
| 10.º | Campeonato Cearense          | 1915 | 109       | Nunca        | 10                    | 10                    | 8                     | —                     | —                     | Campeonato Cearense 2025          |
| 11.º | Campeonato Piauiense         | 1916 | 83        | Sí           | 8                     | 5                     | —                     | —                     | —                     | Campeonato Piauiense 2025         |
| 12.º | Campeonato Capixaba          | 1917 | 107       | Nunca        | 10                    | 12                    | —                     | —                     | —                     | Campeonato Capixaba 2025          |
| 13.º | Campeonato Acreano           | 1917 | 78        | Sí           | 11                    | —                     | —                     | —                     | —                     | Campeonato Acreano 2025           |
| 14.º | Campeonato Maranhense        | 1918 | 102       | Sí           | 8                     | 11                    | —                     | —                     | —                     | Campeonato Maranhense 2025        |
| 15.º | Campeonato Sergipano         | 1918 | 100       | Sí           | 10                    | 20                    | —                     | —                     | —                     | Campeonato Sergipano 2025         |
| 16.º | Campeonato Potiguar          | 1919 | 104       | Sí           | 8                     | 7                     | —                     | —                     | —                     | Campeonato Potiguar 2025          |
| 17.º | Campeonato Gaúcho            | 1919 | 102       | Sí           | 12                    | 16                    | 16                    | —                     | —                     | Campeonato Gaúcho 2025            |
| 18.º | Campeonato Catarinense       | 1924 | 98        | Nunca        | 12                    | 10                    | 10                    | —                     | —                     | Campeonato Catarinense 2025       |
| 19.º | Campeonato Alagoano          | 1927 | 93        | Sí           | 8                     | 7                     | —                     | —                     | —                     | Campeonato Alagoano 2025          |
| 20.º | Campeonato Matogrossense     | 1943 | 95        | Nunca        | 10                    | 10                    | —                     | —                     | —                     | Campeonato Matogrossense 2025     |
| 21.º | Campeonato Goiano            | 1944 | 80        | Nunca        | 12                    | 8                     | 13                    | —                     | —                     | Campeonato Goiano 2025            |
| 22.º | Campeonato Amapaense         | 1944 | 75        | Nunca        | 8                     | —                     | —                     | —                     | —                     | Campeonato Amapaense 2025         |
| 23.º | Campeonato Rondoniense       | 1945 | 72        | Nunca        | 6                     | 3                     | —                     | —                     | —                     | Campeonato Rondoniense 2025       |
| 24.º | Campeonato Brasiliense       | 1959 | 65        | Nunca        | 10                    | 14                    | —                     | —                     | —                     | Campeonato Brasiliense 2025       |
| 25.º | Campeonato Roraimense        | 1960 | 59        | Nunca        | 6                     | —                     | —                     | —                     | —                     | Campeonato Roraimense 2025        |
| 26.º | Campeonato Sul-Matogrossense | 1979 | 40        | Nunca        | 10                    | —                     | —                     | —                     | —                     | Campeonato Sul-Matogrossense 2025 |
| 27.º | Campeonato Tocantinense      | 1989 | 30        | Nunca        | 8                     | 8                     | —                     | —                     | —                     | Campeonato Tocantinense 2025      |